# 송석찬
송석찬(宋錫贊, 1952년 1월 15일~)은 대한민국의 정치인이다. 초대 대전직할시의원(1991~1995), 민선 제1·2기 대전광역시 유성구청장(1995~2000), 제16대 국회의원(2000~2004)을 지냈다. 그는 1952년 1월 15일 충청남도 대덕군 유성면 구성리(지금의 대전광역시 유성구 구성동)에서 출생하였다.

## 학력
- 1964년 유성초등학교
- 1967년 유성중학교
- 1970년 유성생명과학고등학교
- 1975년 명지대학교 법학과

## 경력
- 1971년 신민당 김대중 대통령후보 연사
- 민주화추진협의회 농림수산위원회 위원
- 6.10민주항쟁 주도로 구속
- 대전광역시 초대 시의원
- 대전광역시 유성구청장 민선1,2기
- 16대 국회의원(대전 유성구)
- 새천년민주당 대전시지부장
- 새천년민주당 정책부의장
- 새천년민주당 원내부총무
- 새천년민주당 당무위원 겸 동당 지역지방자치위원장(당4역)
- 2002년 노무현대통령후보 신행정수도건설 특별위원장
- 2004년 노무현대통령 탄핵저지비상대책위원장
- 2006년 월드컵지원특별위원회 간사

## 주요 업적

### 전국 최초로 학교급식 실시
1995년 유성구청장 재직 시 학교 급식시설비를 지원해주지 말라는 정부의 강력한 압력에도 불구하고 전국에서 최초로 초ㆍ중ㆍ고등학교에 학교급식시설비를 지원하여 학교급식을 실시하도록 함으로써 이를 전국으로 확산시켜 학생들과 학부모들을 도시락으로부터 해방시켰으며, 오늘날 무상급식시대를 열었다. [대전일보 외]

### 전국 최초로 직장 보육시설 운영
1996년 유성구청장 재직 시 전국에서 최초로 유성구청과 대덕연구단지에 직장 보육시설을 개설ㆍ운영하였고, 민간인에게 어린이집 시설비를 지원하여 보육시설을 확대시켜 학부모들의 과중한 보육비 부담을 덜어주었다.

### 정보화 시대를 앞당기다
유성구청장 재직 시 전국에서 최초로 초고속 정보통신망을 구축하였을 뿐만 아니라 주민등록 등ㆍ초본. 지적도면 등 모든 민원서류를 전산화하여 전국으로 확산시키고, 민원증명무인자동발급기를 설치하여 운영함으로써 우리나라가 세계를 선도하는 정보 강국이 될 수 있는 기틀을 마련하였다.

### 토요일을 휴일로 하는 주5일근무시대를 열다
2002년 1월 5일 16대 국회에서 국민들의 삶의 질을 높이고 선진국 진입의 기틀을 마련하기 위해 우리 헌정 사상 최초로 주5일근무제를 주요내용으로 하는 근로기준법 개정안을 대표 발의하여 관철시켰다. 주5일근무제는 송석찬의원이 대표 발의한 근로기준법 개정안과 그 후 정부가 제출한 개정안을 병합 심의한 결과를 16대 국회가 통과시킴으로써 한국 현대사에 큰 획을 긋는 주5일 근무시대가 열리게 되었다. [중앙일보 외]

## 역대 선거 결과
|  | 8.59% |

|  | 30.8% |

|  | 42.47% |

|  | 58.71% |

|  | 35.23% |

|  | 15.91% |